# Danh sách đĩa nhạc của Mika
Danh sách đĩa nhạc của ca sĩ-nhạc sĩ nhạc pop người Anh Mika gồm 2 album phòng thu, 1 album trực tiếp, 4 EP, 10 đĩa đơn và 2 album video.
Đĩa đơn đầu tay của Mika, "Relax, Take It Easy", đã phát hành tại Anh năm 2006. Đĩa đơn thứ hai, "Grace Kelly" đã phát hành tháng 1 năm 2007 và đã đạt vị trí quán quân trên UK Singles Chart. Album đầu tay của Mika, Life in Cartoon Motion, cũng đã được phát hành tháng 2 năm 2007. Các đĩa đơn khác đã được phát hành từ album này ngoài hai bài hát trên là "Love Today", "Big Girl (You Are Beautiful)", "Happy Ending" và "Lollipop", chúng đều đã khá thành công và đa số chúng đã lọt vào top 10 ở nhiều thị trường âm nhạc trên thế giới.
Để chuẩn bị cho việc ra mắt album phòng thu thứ hai, Mika phát hành EP với số lượng nhỏ có tên Songs for Sorrow tháng 6 năm 2009 với ca khúc "Blue Eyes", đã được dùng để quảng cáo cho EP.
Album thứ hai của Mika, The Boy Who Knew Too Much chính thức phát hành tháng 9 năm 2009. Đĩa đơn đầu tiên từ album "We Are Golden" đã đạt vị trí số 4 ở Anh. Hai đĩa đơn tiếp theo, "Rain" và "Blame It on the Girls" lần lượt được phát hành. Gần đây nhất là ca khúc "Kick Ass", nhạc chính cho bộ phim 2010 Kick-Ass, đã đạt vị trí 84 ở Anh.

## Album

### Album phòng thu
| Năm                                                                               | Chi tiết | Vị trí xếp hạng | Vị trí xếp hạng | Vị trí xếp hạng | Vị trí xếp hạng | Vị trí xếp hạng | Vị trí xếp hạng | Vị trí xếp hạng | Vị trí xếp hạng | Vị trí xếp hạng | Vị trí xếp hạng | Chứng nhận                                                  |
| Năm                                                                               | Chi tiết | UK              | AUS             | AUT             | FRA             | GER             | IRE             | ITA             | NL              | SWE             | SWI             | Chứng nhận                                                  |
| --------------------------------------------------------------------------------- | --- | --------------- | --------------- | --------------- | --------------- | --------------- | --------------- | --------------- | --------------- | --------------- | --------------- | ----------------------------------------------------------- |
| 2007                                                                              | Life in Cartoon Motion - Phát hành: 5 tháng 2 năm 2007 - Hãng đĩa: Island (#1717335) - Dạng đĩa: CD, download nhạc số     | 1               | 5               | 6               | 1               | 6               | 2               | 9               | 1               | 3               | 1               | - Anh: 5× Bạch kim - Úc: 2× Bạch kim - Châu Âu: 4× Bạch kim |
| 2009                                                                              | The Boy Who Knew Too Much - Phát hành: 21 tháng 9 năm 2009 - Hãng đĩa: Island (#2712588) - Dạng đĩa: CD, download nhạc số | 4               | 10              | 9               | 1               | 6               | 14              | 10              | 5               | 14              | 2               |                                                             |
| "—" nghĩa là không lọt vào bảng xếp hạng hoặc không được phát hành ở quốc gia đó. | |                 |                 |                 |                 |                 |                 |                 |                 |                 |                 |                                                             |

### Album trực tiếp
| Năm  | Chi tiết |
| ---- | --- |
| 2007 | iTunes Festival: London[A] - Phát hành: 28 tháng 8 năm 2007 - Hãng đĩa: Casablanca - Định dạng: Download nhạc số |

Chú thích
- A^ Phát hành độc quyền qua iTunes[15]

### EP
| Năm  | Chi tiết                                                                                                   |
| ---- | --- |
| 2006 | Dodgy Holiday EP - Phát hành: 2006 - Hãng đĩa: Universal Music Group - Định dạng: Download nhạc số         |
| 2007 | Live in Cartoon Motion (Live)[B] - Phát hành: 2007 - Hãng đĩa: Casablanca - Định dạng: Download nhạc số    |
| 2009 | Songs for Sorrow - Phát hành: 2009 - Hãng đĩa: Arista Records - Định dạng: CD, Download nhạc số            |
| 2009 | iTunes Live: London Festival '09[B] - Phát hành: 2009 - Hãng đĩa: Casablanca - Định dạng: Download nhạc số |

Chú thích
- B^ Phát hành độc quyền trên iTunes[15]

## Đĩa đơn
| 2006                                                               | "Relax, Take It Easy"[C]       | 18 | —  | 3  | 1  | 4  | 8  | 2  | 1  | 26 | 2  |                           | Life in Cartoon Motion                   |
| 2007                                                               | "Grace Kelly"                  | 1  | 2  | 3  | 82 | 4  | 1  | 1  | 4  | 9  | 2  | - Anh: Bạc - Úc: Bạch kim | Life in Cartoon Motion                   |
| 2007                                                               | "Lollipop"[C]                  | 59 | —  | 51 | —  | 35 | —  | —  | 13 | 13 | 58 |                           | Life in Cartoon Motion                   |
| 2007                                                               | "Love Today"                   | 6  | 3  | —  | 5  | —  | 13 | 5  | 25 | 17 | 46 | - Úc: Bạch kim            | Life in Cartoon Motion                   |
| 2007                                                               | "Big Girl (You Are Beautiful)" | 9  | 23 | 8  | —  | 19 | 9  | —  | 4  | 26 | 29 | - Úc: Vàng                | Life in Cartoon Motion                   |
| 2007                                                               | "Happy Ending"                 | 7  | 7  | 29 | —  | 28 | 29 | 12 | 10 | —  | 10 | - Úc: Vàng                | Life in Cartoon Motion                   |
| 2009                                                               | "We Are Golden"                | 4  | 10 | 17 | 19 | 29 | 14 | 3  | 20 | 3  | 11 |                           | The Boy Who Knew Too Much                |
| 2009                                                               | "Blame It on the Girls"        | 72 | —  | —  | —  | —  | —  | —  | —  | —  | —  |                           | The Boy Who Knew Too Much                |
| 2009                                                               | "Rain"                         | 72 | 90 | —  | 5  | 56 | —  | 4  | 24 | —  | 28 |                           | The Boy Who Knew Too Much                |
| 2010                                                               | "Kick Ass" `(cùng RedOne)      | 84 | —  | 54 | —  | 54 | 8  | —  | —  | —  | 56 |                           | Kick-Ass (Music from the Motion Picture) |
| "—" nghĩa là không lọt vào bảng xếp hạng hoặc không được phát hành |                                |    |    |    |    |    |    |    |    |    |    |                           |                                          |

### Với vai trò hợp tác
| Năm  | Đĩa đơn                                    | Vị trí xếp hạng | Vị trí xếp hạng | Vị trí xếp hạng | Vị trí xếp hạng | Vị trí xếp hạng | Vị trí xếp hạng | Album              |
| Năm  | Đĩa đơn                                    | UK              | AUS             | GER             | IRE             | SWE             | SWI             | Album              |
| ---- | ------------------------------------------ | --------------- | --------------- | --------------- | --------------- | --------------- | --------------- | ------------------ |
| 2010 | "Everybody Hurts" (tham gia Helping Haiti) | 1               | 28              | 16              | 1               | 25              | 16              | Phát hành từ thiện |

Chú thích:

- C^ Ở Anh, "Relax, Take It Easy" được phát hành lần đầu vào tháng 10 năm 2006 và chỉ đạt #78, nhưng trong lần phát hành lại tháng 12 năm 2007 làm hai mặt A cùng "Lollipop" nó đã đạt #18. "Lollipop" chỉ được phát hành download và được xếp hạng riêng tại #59.[21]

## Album video
| Năm  | Chi tiết video |
| ---- | --- |
| 2007 | Live in Cartoon Motion - Phát hành: 12 tháng 11 năm 2007 - Hãng đĩa: Island (#1751268) - Dạng đĩa: DVD               |
| 2008 | Live Parc Des Princes Paris - Phát hành: 10 tháng 11 năm 2008 - Hãng đĩa: Island (#1751268) - Dạng đĩa: DVD, Blu-Ray |

## Video âm nhạc
| Năm  | Tên                                            | Đạo diễn          |
| ---- | ---------------------------------------------- | ----------------- |
| 2006 | "Relax, Take It Easy" (Phiên bản thứ nhất)     | Airside           |
| 2007 | "Grace Kelly"                                  | Sophie Muller     |
| 2007 | "Love Today"                                   | Sophie Muller     |
| 2007 | "Big Girl (You Are Beautiful)"                 | Patrick Daughters |
| 2007 | "Happy Ending"                                 | AlexandLiane      |
| 2007 | "Relax, Take It Easy" (Phiên bản thứ hai)      | —                 |
| 2007 | "Lollipop"                                     | Bonzom            |
| 2009 | "We Are Golden"                                | Jonas Åkerlund    |
| 2009 | "Blame It On The Girls"                        | Nez Khammal       |
| 2009 | "Rain"                                         | Nez Khammal       |
| 2010 | "Everybody Hurts" (tham gia vào Helping Haiti) | Joseph Kahn       |
| 2010 | "Kick-Ass"                                     | Jim Canty         |